# Constance Carpenter
Constance Emmeline Carpenter (Bath, 19 aprile 1904 – New York, 26 dicembre 1992) è stata un'attrice e cantante inglese naturalizzata statunitense, nota soprattutto come interprete di musical teatrali.

## Biografia
Figlia di artisti del varietà, Constance Carpenter cominciò ad esibirsi sulle scene da bambini insieme ai genitori Maben Anne e Harold Catpenter. Nel 1921 recità nella rivista Fun of the Fayre, mentre tre anni dopo debutta a Broadway nella rivista musicale di André Charlot; successivamente rimase in America per altri cinque anni, recitando in musical come Oh, Kay! (1926) e A Connecticut Yankee (1927). Nel 1929 Carpenter tornò a Londra, dove apparve in numerose commedie musicali e spettacoli di varietà, oltre a dedicarsi al teatro di prosa con opere come Francesi senza lacrime di Terence Rattigan (1938-1939). Durante la seconda guerra mondiale intrattenne le truppe di stanza in Asia e nel Medio Oriente, mentre nel 1950 tornò definitivamente negli Stati Uniti, dove ottenne la cittadinanza.
Nel 1951 si unì al cast della produzione originale del musical The King and I come sostituta di Gertrude Lawrence nel ruolo della protagonista Anna Leonowens accanto al re del Siam di Yul Brinner. La salute in declino della Lawrence permise a Constance Carpeter di interpretare Ms Anna per le due pomeridiani settimanali e dopo la morte improvvisa della star dopo una replica l'attrice assunse permanentemente il ruolo principale del musical. In totale, Constance Carpenter ricoprì il ruolo di Anna per 620 repliche. Recitò a Broadway per l'ultima volta nel 1972: in totale recitò sulle scene di New York in dieci allestimenti diversi nel corso di cinque decenni. Morì d'infarto a Manhattan all'età di ottantotto anni.

## Vita privata
Constance Carpenter è stata sposata per cinque volte: con Paul Ord Hamilton, J. H. S. Lucas-Scudamore, l'attore Eric Berry e per due volte con James Kennedy.

## Filmografia parziale
- Due Mondi (Two Worlds), regia di E.A. Dupont (1930)